# Митькин
Ми́тькин — хутор в Алексеевском районе Волгоградской области России. Входит в Трёхложинское сельское поселение.

## География
Хутор расположен в 24 км южнее станицы Алексеевской и в 1 км восточнее хутора Трёхложинский.

## История
По состоянию на 1918 год хутор входил в Зотовский юрт Хопёрского округа Области Войска Донского.

## Население
| 2010 |
| ---- |
| 2    |

## Инфраструктура
Личное подсобное хозяйство с зоной сельскохозяйственного использования, индивидуальная застройка усадебного типа.

## Транспорт
Дороги грунтовые.